# Ethnomimétisme

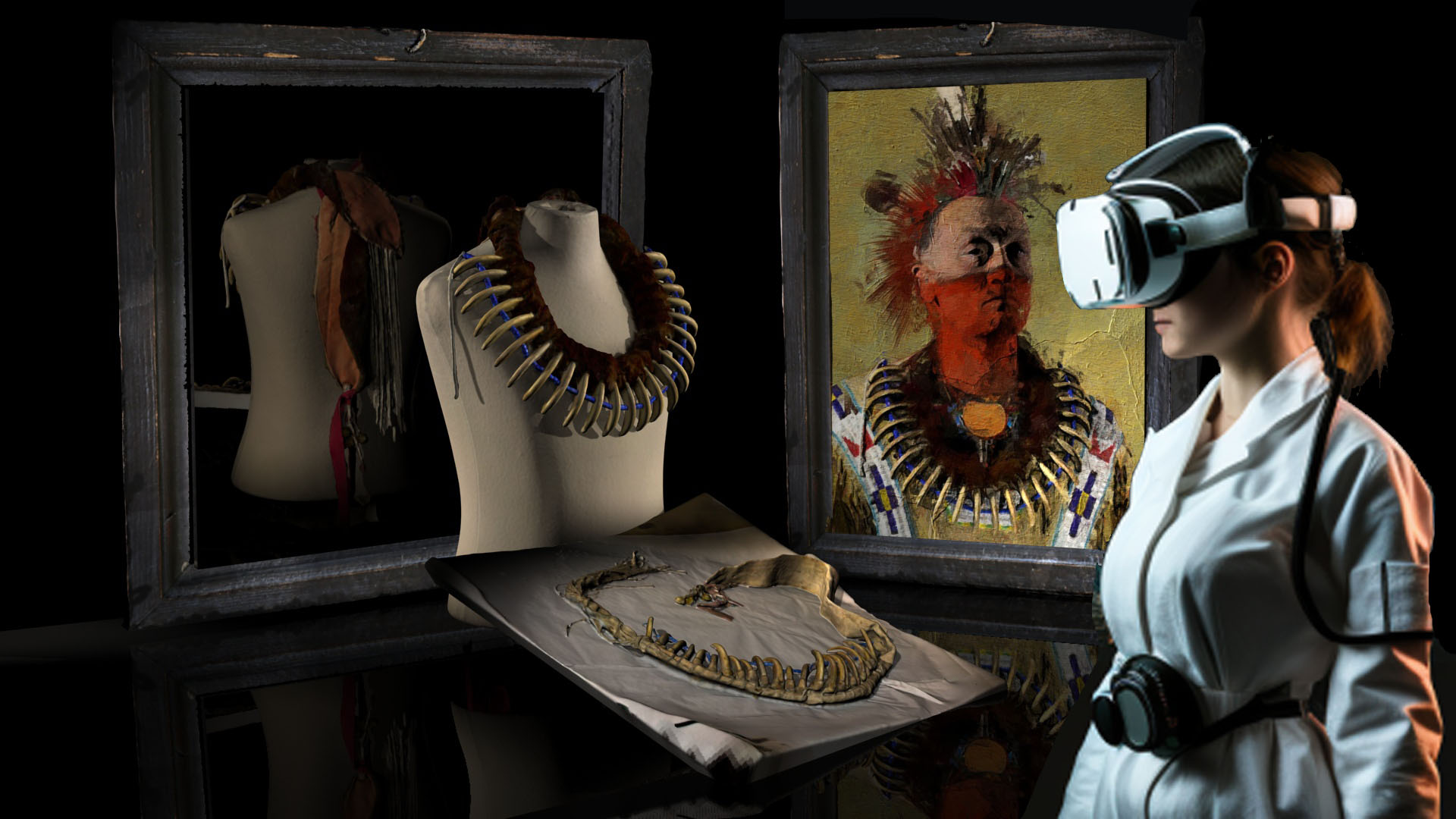
Reconstitution ethnomimétique d’un collier de griffes de grizzly, réalisée à partir de techniques numériques 3D dans le cadre d’un projet associant muséologie, anthropologie et ingénierie.

 (mai 2025).
Si vous disposez d'ouvrages ou d'articles de référence ou si vous connaissez des sites web de qualité traitant du thème abordé ici, merci de compléter l'article en donnant les références utiles à sa vérifiabilité et en les liant à la section « Notes et références ».
 (mai 2025).
L'ethnomimétisme est un concept contemporain issu de l’anthropologie et des sciences humaines qui désigne une démarche d’inspiration technique, matérielle et cosmologique fondée sur l’étude des savoir-faire de sociétés dites « traditionnelles » ou « autochtones ». Il s’agit d’un processus par lequel des chercheurs ou praticiens contemporains cherchent non seulement à comprendre, mais aussi à reproduire ou réinventer certains objets, gestes ou procédés techniques issus de cultures non occidentales, dans une logique de cohabitation respectueuse avec le vivant.

## Origine du concept
Le terme « ethnomimétisme » a été développé et précisé par les chercheurs Frédéric Saumade, Thierry Sarnet et Mathieu Mourey à partir de 2021, dans le cadre de travaux alliant anthropologie, archéologie expérimentale et technologies numériques (projet soutenu par la Mission pour les initiatives transverses et interdisciplinaires (MITI) du CNRS). Il s’inscrit dans la continuité des réflexions menées autour de l’ethnoscience, des savoirs indigènes et des relations entre techniques et visions du monde.

## Approche et caractéristiques
Contrairement au biomimétisme, qui s’inspire des formes ou fonctions du vivant dans une logique d’innovation technologique, l’ethnomimétisme prend pour modèle les pratiques humaines issues de sociétés intégrées à leur environnement naturel, dans une perspective relationnelle et souvent rituelle. Il s’agit donc moins de copier des résultats que de s’inscrire dans un mode d’habiter le monde, en tenant compte des significations culturelles, des rythmes naturels et des modes de transmission symbolique.
L’ethnomimétisme mobilise des outils contemporains, notamment les technologies 3D, pour reproduire ou prolonger des gestes et objets issus d’autres univers culturels, tout en respectant leur dimension symbolique et leur cohérence cosmologique. Il ouvre ainsi des pistes de recherche entre sciences humaines, design, patrimoine immatériel, muséologie et écologie culturelle.